# 근면혁명
근면혁명(勤勉革命, Industrious Revolution)이란 일본 에도시대(江戸時代) 17세기 말부터 농촌에서 발생한 생산혁명(生産革命) 현상을 지칭한 용어이다.
가축(자본)이 수행한 노동을 인간이 대신하는 자본 절약·노동집약형 생산혁명으로, 이를 통하여 일본인의 '근면성'이 배양되었다고 한다. 가축을 사육하기 위하여 할당하는 노동력을 억제하고, 인간 자신이 자발적으로 중노동도 담당하는 것으로 생산을 늘리려 했다는 것이 특징이다.
에도시대 노비(濃尾) 지방 농촌에 인구 증가에 수반하여 가축이 감소한 현상을 관찰한 역사인구학자 하야미 아키라(速水融)에 의하여 1976년에 제창되었으며, 산업혁명(産業革命, industrial revolution)으로부터 이름을 따서 근면혁명(勤勉革命, Industrious Revolution)이라고 이름지어졌다. 산업혁명(공업화)은 자본(기계)을 이용하여 노동생산성을 향상시키는 자본 집약·노동절약형  생산혁명이었다는 것과 대조적인 분석 방식이다.

## 배경

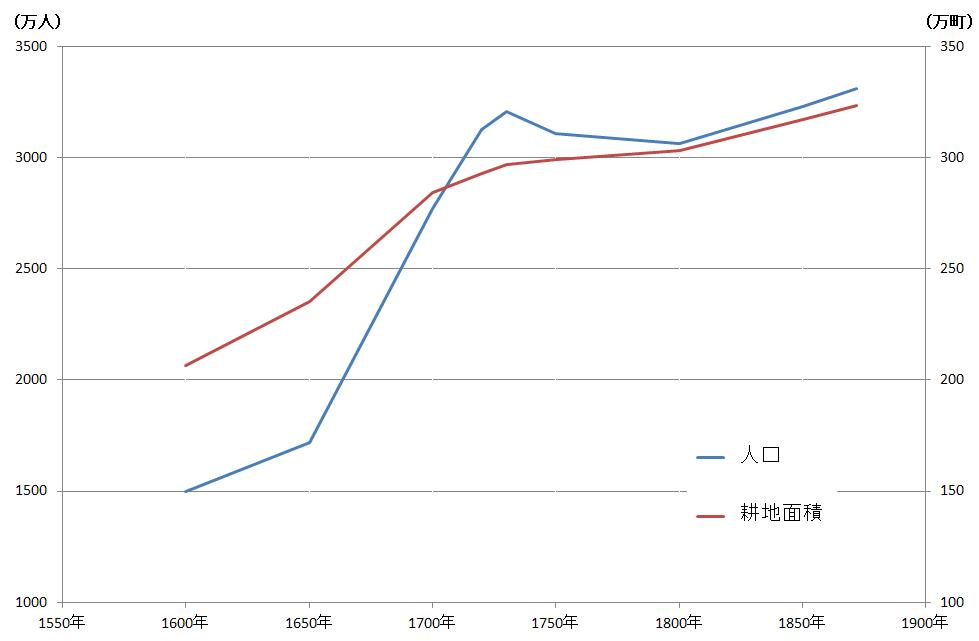
에도시대 인구·경지 면적 추이

일본에서는 무로마치시대(室町時代) 말기부터 에도시대 초기에 이르는 시기인 16-17세기는 경지 면적이 급증한 시대이다. 이는 치수 및 관개 기술의 발달에 의하여 충적평야부의 개척이 가능하게 되었다는 것에 기인하는 것으로, 에도시대에 관한 경지 개발의 2/3는 17세기 중에 수행된 것이었다. 또한 인구에 있어서도 17세기 중엽에는 급속한 증가가 보였으며, 1600년에는 약 1,500만 명이었던 것이 18세기 초기에는 약 3,000만 명에 이르렀다.
이러한 중에 농촌 사회도 변모한다. 중세에는 묘슈(名主)가 나고(名子)·히칸(被官)을 동원한 대규모 농업 경영이 일반적이었으며, 유사시에는 그것이 그대로 전투집단으로서 기능하였다. 그러나 평화적인 시대가 찾아오고 또한 개척이 진행됨에 따라 나고층은 평야부에 진출하여 자립하였으며, 17세기 중엽에는 한 부부와 그 직계가족에 의한 소규모 가족경영이 과반을 점하게 되었다(소농자립小農自立)
그러나 17세기 말기에는 평야부도 대부분이 완전히 개발되어 18-19세기에는 경지 면적이 늘지 않고 정체되었으며, 인구도 약 3,000만 명에서 정체되었다. 이러한 상황 중에 자기 책임 하에 경영 판단을 하게 된 소농들이 생산 확대를 위하여 취한 행동, 그것이 근면혁명이었다.

## 산업혁명과 근면혁명
근면혁명이란 축력(畜力)(자본)을 인력(노동)으로 대체하여 생산성 향상을 꾀하는, 자본절약·노동집약형 생산혁명이다. 즉 18-19세기에 잉글랜드에서 일어난 산업혁명(공업화)가 기계(자본) 사용을 통하여 생산성 향상을 꾀하는 자본집약·노동절약형의 생산혁명이었다는 것과 대조적으로, 동시기 일본에서는 자본(가축)을 노동으로 대체한다는 산업혁명과는 정반대 방향으로 진전되고 있었다.
일본과 잉글랜드에서 이런 대조적인 생산혁명이 진행한 원인은, 토지의 넓고 좁음에서 구해진다. 원래 잉글랜드는 일본에 비하여 이용 가능한 토지에 대한 인구가 희박하였고, 해외 식민지의 획득에 따라 그러한 특징이 보다 현저하였으며, 노동자 1인당 생산성 향상이 요구되었다. 반면 일본에서는 17세기말에는 가경지(可耕地) 대부분이 경작지화되었고, 단위 면적당 생산성 향상이 추구되었다.
공업화 이전 농촌에서 자본 투입에 의한 노동 생산성 향상이란, 잉글랜드에서 산업혁명에 앞서 진전된 농업혁명(農業革命)처럼 대량의 가축 사용을 의미하는 것이었으며, 이는 대규모 농업 경영에 적합하였다. 그러나 토지 생산성 향상을 위하여서는 그 토지마다 적합한 작물 선택이나 이기작(二期作) 이모작(二毛作)과 같은 높은 빈도의 토지 이용, 세세한 보살핌을 필요로 하였으며, 그것에는 소규모 농업경영 방식이 적합하였다.
일본에서는 17세기 중엽에 농업 경영 대부분은 소규모 가족 경영이 되었지만, 이들이 생산 확대를 위하여 행한 빈도 높은 토지 이용은 지력 유지를 위한 노력을 요구하여 일손에 의한 노동의 필요성을 높였으며, 또한 농가를 시장경제에 편입시켰다. 에도시대에 있어 지력은 심경(深耕)이나 비료의 대량 투입에 의하여 유지되었으나, 그 이전에 우마(牛馬)에 의해 끌리는 쟁기는 소형 경량으로 괭이를 이용한 인간에 의한 개간 방식이 심경에 적합하였다. 비료에 관하여서도 중세에는 스스로 마을 뒷산에서 초목의 잎을 채집하여 비료로서 사용하였으나, 16-17세기에 개척이 진행된 평야부에서는 주위에 채집 가능한 장소는 적었으며, 임야도 경작지화하는 가운데 자급 비료의 입수는 곤란하게 되었다. 생산성 향상을 위하여 효과가 높은 비료가 요구되었다는 것이었으며, 에도시대에는 호시카(干鰯, 기름 짜고 남은 정어리를 말린 것)나 유박(油粕) 등의 금비(金肥, 화학비료)라고 불리는 구입 비료가 주류가 되었으며, 이는 농가에 현금 수입을 필요로 하여 상품 작물 재배나 부업에 의한 수공업품의 생산을 촉진하였다.
이용 가능한 토지가 감소한 것으로 비료 확보와 인구를 지지하는 식량생산이 경합하였으며, 또한 축력의 유효성이 저하하는 가운데 가축 사육은 고비용화되었다. 농가는 비료의 구입과 투하라는 일종의 투자를 통하여 기업 경영적 측면의 강화를 필요로 하였으며, 최소비용으로 최대효율을 추구하는 경제 원리에 기반을 둔 행동을 통하여 가축의 사육을 중지하였고 축력에서 인력으로의 이행이 진행되었다. 오와리번(尾張藩)이 다스리는 노비지방에서는 1810년 경의 가축사육수는 1660년경에 비하여 약 45% 감소하였고, 특히 생산성이 높은 평야부에서 두드러졌으며, 임야를 이용할 수 있는 비교적 사육 비용이 들지 않는 산간부에서는 완만하였으며, 가장 저하률이 적었던 것은 우마를 수송에 사용하는 도기 생산 지대였다. 이렇게 감소한 가축으로 대신한 에너지는 인간이 부담하는 것이 되었으나, 18세기에는 인구 증가는 정점에 도달하였고, 소농자립에 의한 경제적 인센티브를 획득하여 생산 확대를 꾀하는 농민들은 자발적으로 근면하게 일하여 노동 시간은 장시간화하였으며, 노동·근면을 존중하는 윤리관이 형성되었다.

## 근면혁명의 성과

### 생산성의 향상

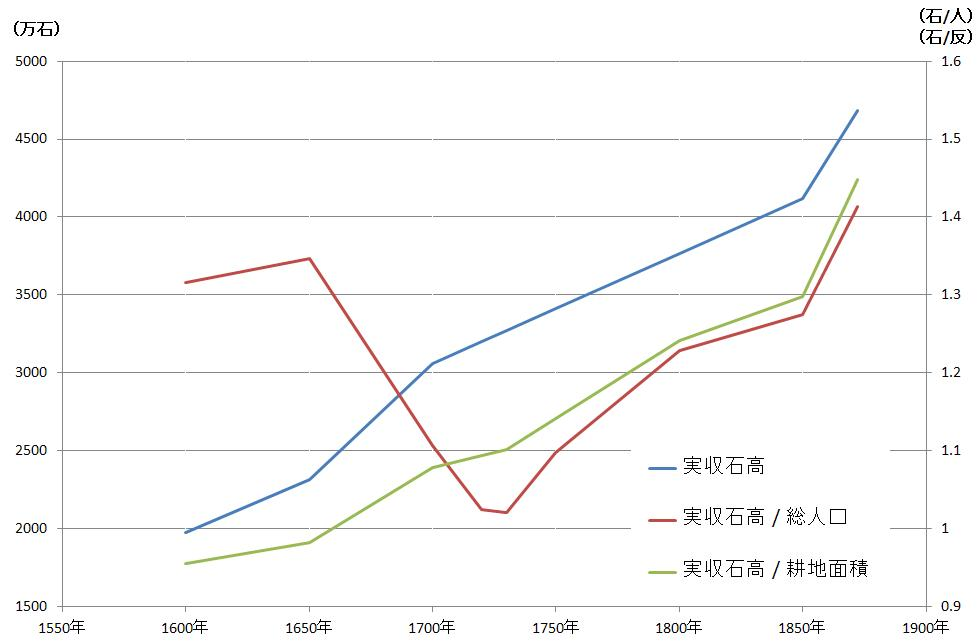
에도시대 농업 생산성 추이

근면혁명을 통하여 토지 생산성은 향상되었다. 경지 1단(反, たん, 약 100보) 당 실수(實收) 석고(石高, 전농업생산물을 쌀로 환산한 생산고)는 에도시대 초기에 0.963석(石)이었던 것에 대하여, 에도시대를 통하여 우상향으로 계속 증가한 결과, 메이지초기에는 1.449석에 이르렀다. 쌀 생산에 한하여 메이지초기 1878-1882년 경에는 1헥타아르 당 2.53톤(1단 당 1.69석)으로, 이는 1870-1880년 이후 다른 아시아 국가에 필적 혹은 상회하는 수준이었다.
1인당 생산성도 향상되었다. 17세기 대개간시대(大開墾時代)에는 농업생산을 상회하는 총인구 증가가 보였기 때문에, 인구에 대비한 농업 생산성은 저하하였다. 그러나 인구·경지면적의 증가가 둔화하는 18세기 전반부터 생산성은 상승으로 전환하였고, 특히 19세기 후반에는 급증하였다. 이것에는 부업에 의한 수공업 생산고가 포함되어 있지 않은 것을 고려한다면, 농민 1인당 생산성은 보다 현저하게 상승하였다고 추정할 수 있으며, 또한 에도시대에 서민 생활에 여유가 생겨 대중문화가 꽃이 핀 것도 생산성 향상과 뒷받침한다.

### 여력의 형성
생산성 향상은 서민 생활에 여유를 낳았고, 식자율 향상이나 대중문화 발전에 기여하게 되었다. 에도시대 농민의 장시간 노동에는 윤리관이나 경제적 필요성이 절박하였다는 면뿐만 아니라, 소농자립에 동반한 예속으로부터의 해방이나 자립경영이라는 보상의 의미도 가지며, 또한 노동에 대하여 생활 향상이라는 보상도 기대되었다. 중세 농업 노동자는 대개 예속적 입장에 있었지만 소농사회가 형성된 가운데 노동의 자립성이 강화되었으며, 농민은 근로에 의한 성과를 스스로의 수입으로 하는 것으로 부의 축적이 가능하였으며, 부의 축적까지 가지 않더라도 의식주 전면에서 생활에서의 향상이 보였다. 중세에는 마포(麻布)가 사용된 옷감은 목면(木綿)의 일본 내 생산 확대와 함께 면포(綿布)가 주류를 이뤘으며, 영양면의 개선은 평균 수명을 신장시켰다. 민가의 구조도 17세기 중엽을 경계로 변모하였다. 그때까지는 지면에 주춧돌 없이 직접 기둥을 박아 묻은 간단한 홋타테고야(掘立小屋, ほったてごや)가 일반적이었지만, 이후 주춧돌 위에 기둥을 세우고 도마(土間, どま, 마루 대신 흙바닥만 놓은 공간, 봉당이나 토방) 대신 이타바리노유카(板張りの床, 널마루)를 사용한 정교하고 오래가는 주거 형태로 변모하였다.
또한 생산성 향상은 소득 증가에 그치지 않고 여가를 낳았으며, 휴일이나 축일의 증가로 이어졌다. 근세에 있어 휴일은 마을 공동체 내에서 결정되었기 때문에 일수는 지역이나 촌락마다 각자 달랐지만, 그 원형은 빠르면 17세기 중엽, 늦어도 18세기 중엽에는 제정되어 대략 2-30일 정도였다. 그러나 빨라도 18세기 후반, 대부분은 19세기 중엽부터 휴일은 증가하였으며, 대부분 3-60일, 최대로는 센다이번(仙台藩)의 80일까지 이르렀다.

### 근면성
서유럽에서는 근면을 미덕으로 하는 윤리관은 프로테스탄티즘(protestantism)의 영향을 받은 것이었지만, 일본인의 '국민성'이라고도 하는 근면성은 근면혁명, 즉 경제 원리에 기반한 에도시대 농민의 행동에 의하여 배양되었던 것이다. 그리고 근면혁명의 성과가 감소하지 않은 상태에서 공업화가 수행된 것이 근대 일본 발전의 토대가 되었으며, 또한 현대에 자주 지적된 '일본인의 과잉 노동(日本人の働き過ぎ)'의 간접적 요인이 되었다.
그러나 에도시대 농민의 근면성과 현대인이 생각하는 근면성은 분명 일치하지 않는다. 공업화 이전 농촌사회에서는 사교와 노동이 혼연된 가운데 자연의 리듬에 맞춰 과제가 수행되는 '과제본위(課題本位)'로 불리는 노동 방식을 하였으며, 이는 시간을 신경 쓰며 일하는 사람의 입장에서는 낭비적이고 긴장감이 없는 것으로 간주되는 것이었다. 에도시대에는 계획적인 농업 경영이 요구되어 농서(農書) 속에서도 그 중요성이 강조되었으며, '일년의 계획은 설날에 있다(一年の計は元旦にあり)', '시간은 금이다(時は金なり)', '일찍 일어나면 동전 3문을 얻는 것(早起きは三文の得)'는 격언에 보이듯이 계획적인 행동이나 시간의 중요성이 인식되고 있었다. 그러나 이는 공업화를 경험한 인간이 중요시하는 정시성(定時性)과는 다른 것이었으며, 메이지 초기에 일본을 방문한 서양인 가운데에는 '일본인은 게으른 민족'이라고 보는 자들도 있었다.

### 쇄국 속에서의 근면혁명
에도시대에는 쇄국(鎖國) 정책이 채택되어 해외 무역이 제한되었으나, 그 가운데 근면혁명은 목면이나 도자기 등 주요 수공업품의 국내 자급을 가능하게 하였다. 쇄국 정책 하에서도 사구(四口, 쓰시마, 나가사키, 사쓰마, 마쓰마에)라고 하는 대외 접촉 경로가 존재하였으며, 그것을 통하여 무역이 행해졌다. 그러나 수출의 주력이었던 금·은·동의 광물 자원의 일본 국내 생산량이 감소하자 무역이 제한되었으며, 수입품의 일본 국산화가 진행되었다. 17세기 수입 주력은 생사(生絲)였으나, 17세기 말기부터 18세기에 걸쳐 막부(幕府)가 수입 제한을 하자, 일본산 생사 생산량이 급증하여 그 공백을 메웠다. 생사 대신 수입 주력이 된 설탕에 관하여서도 19세기 초기에는 일본산 백설탕이 수입 설탕을 압도하였으며, 일본 경제는 사실상 '폐쇄체계(閉鎖體系)'라는 상황이 되었다.

## 근면혁명론의 수용
1976년 하야미가 근면혁명론을 제창하자 일본에서는 그대로 수용되었다. 가와카쓰 헤이타(川勝平太)는 자신의 「해양론(海洋論)」 속에서 '일본 영국 양국은 17세기까지 목면과 도자기 등의 물산을 아시아로부터 수입된 것에 의존하였다. 그러나 영국은 본국·신대륙·인도의 삼각무역에 의한 해양형 자급권, 일본은 국내에 있어 육지형 자급권을 형성하는 것으로 아시아 의존으로부터의 탈각에 성공하였다. 그리고 그것은 산업혁명·근면혁명의 두 대조적인 생산혁명을 계기로 한다(日英両国は17世紀まで木綿・陶磁器等の物産をアジアからの輸入に頼っていた。しかし、イギリスは本国・新大陸・インドの三角貿易による海洋型自給圏、日本は国内における陸地型自給圏を形成することでアジア依存からの脱却に成功した。そしてそれは産業革命・勤勉革命の二つの対照的な生産革命を契機とする。)'라고 위치 지었으며, '동아시아발전경로(東アジア発展経路)' 이론을 제창한 스기하라 가오루(杉原薫)는 글로벌 히스토리 연구 시점으로부터 '토지가 희소하고 노동력이 풍부한 동아시아에서는 근면혁명에 보이는 노동집약적인 발전 경로가 형성되었다(土地が稀少で労働力が豊富な東アジアでは、勤勉革命にみられる労働集約的な発展経路が形成された)'고 이해하였다.
또한 하야미로부터 근면혁명이라는 용어를 들은 얀 데 브리스(Jan de Vries)는 산업혁명 전야의 유럽 노동집약적 수공업 발전을 근면혁명으로 부르고 근면혁명과 산업혁명은 연속적인 것으로 이해하였으며, 근면혁명론은 그 적용 범위 확대의 가능성이 모색되었다. 그러나 하야미는 '근면혁명은 공업화와 대립하는 개념(勤勉革命は工業化と対立する概念)'으로, 외압 없이 자발적으로 공업화로 발전하지 않은 것으로 파악하고, 이에 대하여 부정적인 견해를 보였다.

## 같이 보기
- 산업혁명
- 농업혁명
- 농본사상
- 농본주의
- 하야미 아키라

### 내용주
1. 1 2  速水・宮本1988 40頁を基にし、浜野2009に従い1600年の人口を1500万人に修正している。
2. ↑  1600年頃の人口に関しては、1500万人説の他に1800万人説、1200万人説が存在し、未だ決着はついていない。本稿では浜野2009に従い中間値である1500万人説を採用する。
3. 1 2  18世紀以降の人口の停滞は、一つは生活水準の向上のために間引きや晩婚化といった人口抑制が行われたことによるが、出生率が低くまた死亡率が高かった都市部が「蟻地獄」として機能していたことも影響していた[37]。また地域毎に状況も異なり、商品作物の栽培や手工業の発展した中国・四国・九州地方では人口が増加、寒冷化の影響を受けやすい奥羽や大都市を抱えた関東では減少、中央部では停滞、結果として全国的には停滞していた[38]。
4. ↑  速水は家畜の減少および勤労を美徳とする倫理観の形成から労働時間の長時間化を推測した。他方、斎藤1996は労働時間には一日の労働時間とそれに労働日数をかけた年間総労働時間の2種類が存在することを指摘し、武田2008は休日の増加を基に年間総労働時間は減少したのではないかと推測している。
5. ↑  こうした公的・定例の休日以外に、「願い遊び日」「不時遊び日」と呼ばれる不定期の休日や奉公人に与えられる私的な休日も存在した。願い遊び日・不時遊び日は、定例の遊び日（休日）以外にことあるたびに村役人に願い出て休日とさせてしまうもので、19世紀に激増している。また奉公人を抱える豪農は公的な休日以外に私的な休日を設けていた。文政6年（1823年）に大和国で記された農書では、公的な休日は男性27.5日、女性28.5日であるが、奉公人に私的な休養日を与えていたため年間実働日数は男性240日、女性300日であった。こうした私的な休日を設けるか、あるいはそれを公的な休日に組み込むかは地域社会のありように関係した。人口の希薄な仙台藩では奉公人も地域社会の一員として扱い、また隣接地域から人を呼び込むために公的な休日を増やしたものと思われる[39]。
6. ↑  東アジアはヨーロッパとは異なる労働集約的発展経路を辿ったとするもの。

### 참조주
1. ↑  奥西2006 136-137頁、速水2003 301-302頁、武田2008 70頁
2. ↑  秋田2008164頁、奥西2006 136-137頁、速水2003 310-314頁、藤田2008 112頁
3. 1 2  浜野2009 7-11,14-15頁、速水2003 247-248頁、藤田2008 111頁
4. ↑  穐本1996 154-156頁、浜野2009 15-16頁、速水2003 130頁、藤田2008 111頁
5. ↑  速水2003 297-299頁、奥西2006 136-137頁
6. ↑  速水2003 300頁、奥西2006 136頁、川勝1997 197頁
7. ↑  速水2003 299-300頁、奥西2006 136-137頁、井奥2009 77頁、川勝1997 8頁、藤田2008 111頁
8. ↑  速水2003 136,293頁、浜野2009 17-18頁
9. ↑  穐本1996 157頁、速水2003 135,293頁、浜野2009 18-19頁
10. ↑  穐本1996 160頁、奥西2006 136-137頁、西川1985 35頁 、浜野2009 18-19頁
11. ↑  速水2003 300頁
12. ↑  速水2003 313-317頁、浜野2009 17頁
13. ↑  奥西2006 136-137頁、西川1985 35頁、速水2003 301-302頁
14. ↑  穐本1996 156,158頁、井奥2009 77頁、速水2003 120頁、西川1985 32-33頁
15. ↑  井奥2009 77頁
16. ↑  速水 117-121頁、西川1985 32-36頁、浜野2009 4-10頁
17. ↑  西川1985 32-36頁、浜野2009 4-10頁
18. ↑  速水2003 120頁
19. ↑  速水2003 220,302頁
20. ↑  速水2003 224-225,301頁
21. ↑  石井1991 63頁、速水2003 225頁、井奥2009 51-52頁
22. ↑  速水2003 121,315頁
23. ↑  井奥2009 52頁、石井1991 63頁
24. ↑  武田2008 77-79頁、古川1986 135頁
25. ↑  斎藤1996 416頁、武田2008 77-79頁、古川1986 270頁
26. ↑  速水2003302,320頁
27. ↑  速水2003 302-303頁、奥西2006 136-137頁
28. ↑  武田2008 60-61頁
29. ↑  武田2008 64-65,71-76頁
30. ↑  武田2008 59頁
31. ↑  奥西2006 136-137頁、川勝1997 6-7頁、蓮田2008 144頁
32. ↑  川勝1997 6-7頁、奥西2006 136-137頁
33. ↑  秋田2008 164-165頁、杉原2010 32-37頁、西村2010 331-333頁、藤田2008 111頁
34. ↑  速水2003 310頁、藤田2008 114頁
35. ↑  奥西2006 136-137頁
36. ↑  速水2003 227-228,312-313頁
37. 鬼頭2007 94-102頁、西川1985 71-72,79頁、速水・宮本1988 55-62頁、速水2003 143-144,157-158頁
38. 鬼頭2007 90-94頁、西川1985 69-71頁、速水2003 152-157頁
39. 古川1986 102-105,121-125頁

## 참고문헌

### 근면혁명론 총론
- 奥西孝至 (2006). 〈勤勉革命〉.   川北稔. 《所有と生産》. 歴史学事典 13. 弘文堂. ISBN 978-4335210426. 다음 글자 무시됨: ‘和書’ (도움말)
- 浜野潔; 中村宗悦; 牛島利明; 永江雅和; 井奥成彦 (2009). 《日本経済史1600‐2000 ―歴史に読む現代》. 慶應義塾大学出版会. ISBN 978-4766415735. 다음 글자 무시됨: ‘和書’ (도움말)
  - 浜野潔「近世の成立と全国市場の展開」（1章）
  - 井奥成彦「田沼時代から松方財政まで」（2章）
- 速水融 (2003). 《近世日本の経済社会》. 麗澤大学出版会. ISBN 978-4892054587. 다음 글자 무시됨: ‘和書’ (도움말)
- 桃木至朗, 편집. (2008). 《海域アジア史研究入門》. 岩波書店. ISBN 978-4-00-022484-0. 다음 글자 무시됨: ‘和書’ (도움말)
  - 藤田加代子「経済史から見た近世後期の海域アジア」（12章）
  - 蓮田隆志「東南アジアの「プロト国民国家」形成」（15章）
  - 秋田茂「近世から近代へ ―近世後期の世界システム」（17章）

### 에도시대 농업·경제
- 石井寛治 (1991). 《日本経済史》 第2版판. 東京大学出版会. ISBN 978-4130420396. 다음 글자 무시됨: ‘和書’ (도움말)
- 西川俊作 (1985). 《日本経済の成長史》. スタンダード経済学. 東洋経済新報社. ISBN 978-4492812402. 다음 글자 무시됨: ‘和書’ (도움말)
- 西川, 俊作; 尾高, 煌之助; 斎藤, 修, 편집. (1996). 《日本経済の200年》. 日本評論社. ISBN 978-4535550261. 다음 글자 무시됨: ‘和書’ (도움말)
  - 穐本洋哉「第8章 農業」
  - 斎藤修「第18章 労働」
- 速水融; 宮本又朗 (1988). 〈1 概説〉.   速水融; 宮本又朗. 《経済社会の成立 17-18世紀》. 日本経済史　1. 岩波書店. ISBN 978-4000034517. 다음 글자 무시됨: ‘和書’ (도움말)

### 학설
- 川勝平太 (1997). 《文明の海洋史観》. 中央公論社. ISBN 978-4120027154. 다음 글자 무시됨: ‘和書’ (도움말)
- 杉原薫 (2010). 〈グローバル・ヒストリーと複数発展経路〉. 《地球圏・生命圏・人間圏 －持続的な生存基盤を求めて－》. 京都大学学術出版会. ISBN 978-4876989409. 다음 글자 무시됨: ‘和書’ (도움말)
- 西村雄志 (2010). 〈解説Ⅱ-8 世界システム論からグローバル・ヒストリーへ〉.   金井, 雄一; 中西, 聡; 福澤, 直樹. 《世界経済の歴史 -グローバル経済史入門-》. 名古屋大学出版会. ISBN 978-4815806422. 다음 글자 무시됨: ‘和書’ (도움말)

### 기타 각론
- 鬼頭宏 (2007). 《人口で見る日本史》. PHP研究所. ISBN 978-4569692043. 다음 글자 무시됨: ‘和書’ (도움말)
- 武田晴人 (2008). 《仕事と日本人》. 筑摩書房. ISBN 978-4480064066. 다음 글자 무시됨: ‘和書’ (도움말)
- 古川貞雄 (1986). 《村の遊び日 ―休日と若者組の社会史》. 平凡社. ISBN 978-4582822991. 다음 글자 무시됨: ‘和書’ (도움말)